# Zamacra marocana
Zamacra marocana är en fjärilsart som beskrevs av Paul Dognin 1916. Zamacra marocana ingår i släktet Zamacra och familjen mätare. Inga underarter finns listade i Catalogue of Life.